# Patrick Mérissert-Coffinières
Pour les articles homonymes, voir Coffinières.
Patrick Mérissert-Coffinières est un informaticien et joueur de go français.

## Biographie
Il a commencé à jouer au go en 1969 alors qu'il poursuivait des études à l'École normale supérieure (promotion S1966), fondant avec six amis la même année le "Go Club Sakata" (premier club français).
Il a été en 1976 le premier français champion d'Europe, et reste l'un des trois seuls depuis la création de cette compétition en 1957, avec Fan Hui en 2013, 2014 et 2015 et Benjamin Dréan-Guénaïzia en 2022.
Il abandonna les compétitions après l'obtention de ce titre.
Il a également été tambourinaire.
Il vit à Montréal depuis 2002.

## Palmarès
- Champion d'Europe de go : 1976 (à Cambridge -1er prix un billet d'avion pour le Japon-, année où un tournoi en "blitz" a été introduit, ainsi que d'autres variantes d'agrément, durant les 15 jours de l'épreuve au collège Sainte-Catherine);
- Médaille de bronze des championnats d'Europe: 1975 (à Krems);
- Quintuple champion de France de go: 1971 (1re édition), 1972, 1973, 1974 et 1975.

## Publications
- Avec Jean-Pierre Moreau, traduction en français de l'ouvrage Les points vitaux du go[4].